# 尼西·以斯拉
尼西·埃利亚斯·本雅明·以斯拉（希伯來語：‎；1883年—1936年12月5日), 是一位在上海常住的巴格达犹太出版人和錫安主義支持者。1903年，他创办了上海錫安主義协会及其機關報以色列信使报，他一直担任该报总编辑至1936年去世為止。受以斯拉的影响，他的侄子在印度孟买同樣创办了《犹太论坛报》（Jewish Tribune）。

## 生平
尼西·以斯拉出生于英属印度的拉合尔，後來前往中国上海市定居。他于1903年成立上海錫安主义者协会，该協會受到艾利·嘉道理的資助，甚至一度得到了孫中山的支持。另外尼西·以斯拉又于1904年成立了協會的機關報以色列信使报。该报除了在上海，還在美国发行。
1936年12月5日，以斯拉在上海因心脏病去世。